# Castillo de Wildenfels
El castillo de Wildenfels (Schloß Wildenfels) es un castillo sajón situado en las alturas de Wildenfels, cerca de Zwickau.

## Historia

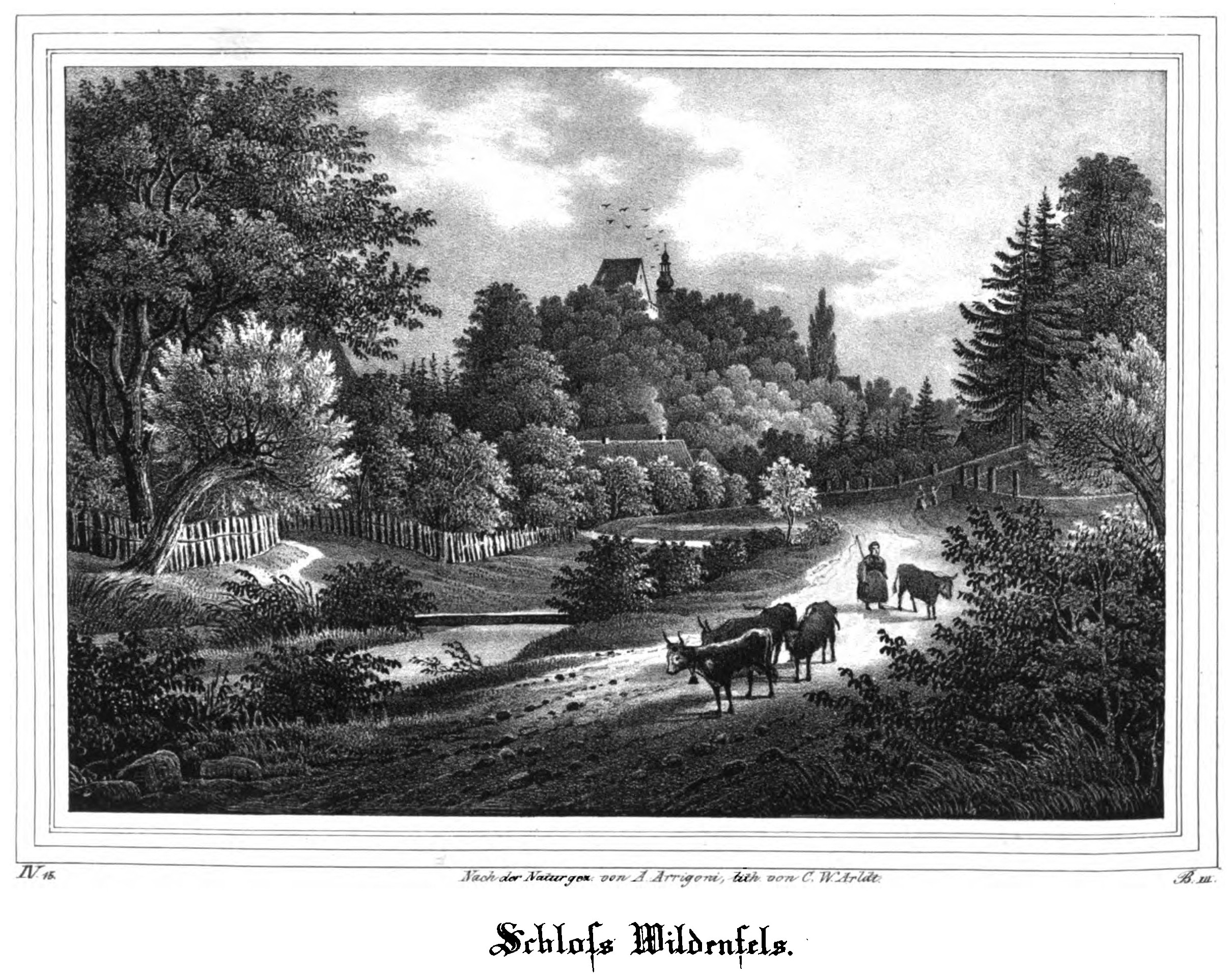
El castillo de Wildenfels en 1839.

Un castillo fortificado fue construido por los señores de Wildenfels a partir de 1200. Se sitúa al oeste de la colina. La parte más antiguas todavía es visible. Son los restos de una casa señorial que fue transformada más tarde en un granero. El conjunto arquitectónico como puede verse hoy en día ha sido construido más tarde, en gran parte en el Renacimiento. Comprende una capilla, un edificio principal, dependencias y diversas partes.
El castillo fue propiedad de los condes de Solms-Wildenfels de 1602 a 1945, fecha en la que fueron expulsados. Ha sido restaurado en los años 1990 y comprende nuevas viviendas, así como salones para alquilar. Se puede visitar en parte.